# DRDO Rustom
El DRDO Rustom ("guerrero" en hindi) es un vehículo aéreo no tripulado (UAV) de altitud media y gran autonomía (MALE) desarrollado por la Organización de Investigación y Desarrollo de Defensa (DRDO) para las tres ramas de las Fuerzas Armadas de la India; esto es el Ejército de la India, la Armada de la India y la Fuerza Aérea de la India. Rustom se deriva del LCRA (Light Canard Research Aircraft) de National Aerospace Laboratories (NAL) desarrollado por un equipo bajo el liderazgo del fallecido profesor Rustom Damania en la década de 1980. El Rustom tendrá cambios estructurales y un nuevo motor, y reemplazará/complementará los Heron en servicio en las fuerzas armadas de la India.